# Мамедова, Назакет Али кызы
Назакет Али кызы Мамедова (азерб. Nəzakət Əli qızı Məmmədova; 28 февраля 1944, Кировабад — 21 октября 1980, Сочи, Краснодарский край) — советская азербайджанская оперная певица, заслуженная артистка Азербайджанcкой ССР (1974).

## Биография
Родилась в 1944 году в городе Кировабад (исторически Гянджа). Рано потеряла отца. Мать хотела, чтобы Мамедова стала учительницей, и отправила Назакет Мамедову в Баку для учёбы в Институте иностранных языков. Но Мамедова захотела обучаться музыке. В 1966 году она поступила Государственный музыкальный техникум имени Асафа Зейналлы. Её учителями стали Ахмед Бакиханов и Гаджибаба Гусейнов.
После учёбы в Театральном институте Мамедова присоединилась к ВИА «Лале». В 1968 году её приняли в Азербайджанский театр оперы и балета. Исполняла такие мугамы, как Сегях, Шахназ, Баяты-Каджар, Раст и Гатар.
Гастролировала в Турции, Иране, Афганистане, Германии, Италии и иных странах.

## Смерть
В городе Сочи Назакет Мамедова обратилась к пластическому хирургу без лицензии Анатолию Каролю, чтобы убрать морщины на шее. В результате врачебной ошибки нож попал в ярёмную вену певицы. От потери крови певица скончалась. Кароль был осуждён на 9 лет лишения свободы Краснодарским судом.

## Награды
- Заслуженная артистка Азербайджанской ССР (1974)[2]